# 브로큰 발렌타인
브로큰 발렌타인(Broken Valentine)은 대한민국의 록 밴드이다. 2009년 일본 야마하사가 주최하는 아시안비트 결선(장소 홍콩)에서 대상과 최고작곡가상을 수상하였으며, 앞선 2008년 야마하 아시안비트 한국 결선에서 1위를 했었다. 또한, 2011년 6월 KBS 밴드 서바이벌 <TOP밴드> 예심에 참가하여 국내 지상파 TV에 등장했다.
브로큰 발렌타인은 2002년 고등학교 선후배 사이인 반(김경민), 김안수, 이단(변성환)을 주축으로 변성환의 친동생인 변지환과 드럼이 합류하여 만들어진 5인조 밴드 6.August로 시작하였으며 2004년에는 기타의 김안수가 개인 사정으로 팀을 떠나고, 보컬 반이 군 제대 이후에 함께 활동하다 다시 유학을 떠나면서 밴드명을 B.August로 변경하고 보컬, 베이스에 이단(변성환), 기타에 변지환, 드럼에 배태랑인 3인조밴드로 활동하게 된다.
이후 2007년 밴드명을 최종적으로 브로큰 발렌타인으로 확정하고 반(김경민), 김안수, 변성환, 변G(변지환), 쿠파 (이성산)로 구성된 현재 라인업을 갖추고 2009년 12월 22일 EP 음반인《Calling You》(배급 : Universal), 2011년 12월 싱글 〈Down〉(배급 : Universal)을 발표하였다. 이어 2012년 5월에는 정규 1집 《Shade》, 2013년 6월에는 정규 2집 《Aluminium》을 발표하였다.

## 밴드 연혁

### 2002년 ~ 2006년
- 2002년, 밴드 6.August결성
- 2003년 2월 20일 쌈지바람에서 단독 콘서트
- 2004년, 밴드명 B.August로 변경 (보컬, 베이스 - 이단(성환)/ 기타 - 변지환/드럼 - 배태랑)
- 2005년 8월, 디지털 싱글 《Alien》 발매

### 2007년
- 2007년 3월, 밴드명 Broken Valentine으로 변경
- 2007년 4월, 싱글 《Answer Me!! Is This What You NEED??》 발매 (자체제작)
- 2007년 8월, <성남 록 페스티벌> 참가

### 2008년
- 2008년 3월 24일, 인터넷 라디오 오락가락 초대석 초청
- 2008년 4월 29일, 인터넷 라디오 오락가락 제 6회 공개방송 출연
- 2008년 12월 13일, YAMAHA Asianbeat Korea Final 1위

### 2009년
- 2009년 2월 28일, YAMAHA Asianbeat Grand Final (in Hong Kong)에서 Grand Prize (대상) 및 Best Composer (작곡상) 수상
- 2009년 6월 13일, M-net Time To Rock 방송
- 2009년 9월 5일, YAMAHA Asianbeat Korea Final 축하공연 (건대 새천년 기념관)
- 2009년 11월 29일, 한•일 락 페스트 <Korea ? Japan Rock Fest vol.2> (Rolling Hall) 참가
- 2009년 12월 22일, Broken Valentine 《Calling You》 EP 발매 (배급 Universal)

### 2010년
- 2010년, 서울시 문화예술프론티어 선정
- 2010년 1월 17일, Broken Valentine 《Calling You》 EP 발매기념 쇼케이스 (V-Hall)
- 2010년 1월 30일, 한•일 락 페스트 <Korea ? Japan Rock Fest vol.3> 참가 (Ssam)
- 2010년 6월 5일, <2010 대한민국 라이브 뮤직 TIME TO ROCK FESTIVAL> 'NOKIA(메인)' Stage
- 2010년 6월 12일, <제 2회 서울 캠핑 레스티벌> 2010 월드컵 그리스전 응원전 (상암 노을공원)
- 2010년 10월 9일, <2010 Safe - Seoul Festival> 축하공연

### 2011년
- 2011년 6월 10일, <2011 아시안비트 기념 콘서트> 참가
- 2011년 6월, KBS 밴드 서바이벌 <TOP 밴드> 예심 참가
- 2011년 10월 14일, 단독 콘서트 "Royal Straight Flush"
- 2011년 10월 31일, SBS 다큐멘터리 '미래한국 리포트 - 경쟁하는 당신,행복하십니까' 출연
- 2011년 11월 12일, 오천만의 탑밴드 樂 페스티벌 참가

### 2012년
- 2012년 1월 11일, 광주 MBC 문화 콘서트 난장 녹화 (2012년 2월 4일 방송)
- 2012년 2월 5일 MBN 시트콤 "갈수록 기세등등" Ep. 20 출연
- 2012년 2월 14일, Broken Valentine 어쿠스틱 단독 콘서트 "Broken Valentine's Acoustic Day"
- 2012년 4월 11일, KBS JOY 이소라의 두 번째 프로포즈 녹화 (2012년 5월 1일 방송)
- 2012년 4월 23일, <대전 카이스트 대학 축제> 참가
- 2012년 5월 17일, <충남 홍성 청운대학교 축제> 참가
- 2012년 5월 18일, <서울 홍익대학교 축제> 참가
- 2012년 5월 26일, 그린 플러그드 서울 2012 참가
- 2012년 6월 10일, Broken Valentine 《Shade》 1집 발매 단독 콘서트 "This Time"
- 2012년 6월 15일, <아시안비트 콘서트> 참가
- 2012년 6월 28~29일, EBS SPACE 공감 출연 및 녹화 (2012년 8월 2일 방송)
- 2012년 7월 7일, 여수 엑스포 기념 <인디밴드 릴레이 공연> 출연
- 2012년 7월 11일, 청주 KBS 레인보우 콘서트 녹화 (2012년 8월 8일 방송)
- 2012년 8월 3일, 부산 락 페스티벌 참가
- 2012년 8월 3일, Mnet "Show Me The Money" 보컬 반 콜라보레이션 무대 출연 (With 《MC Sniper)
- 2012년 8월 11일, 펜타포트 락 페스티벌 참가
- 2012년 8월 29일, "Arirang TV Rock On Demand" 출연
- 2012년 9월 11일, 춘천 KBS 이한철의 올댓뮤직 녹화(2013년 1월 2일 방송)
- 2012년 9월 16일, T-Broad 《정지찬의 With You》 녹화(2012년 10월 20일 방송)
- 2012년 9월 22일, 《2012 Let's Rock Festival》참가
- 2012년 9월 24~25일, CJ 헬로비전 음악로드 다큐멘터리 녹화
- 2012년 9월 28일, Naver "On Stage" 녹화
- 2012년 10월 11일, 안산시립국악단 국악 오케스트라와 락의 협연 콜라보레이션 - 베이스 변성환
- 2012년 10월 12일, Broken Valentine 단독 콘서트 "Life On the Road" (어쿠스틱)
- 2012년 10월 13일, Broken Valentine 단독 콘서트 "Life On the Road" (풀밴드)
- 2012년 10월 25일~ (매주 목요일) MBC 표준 FM 《윤하의 별이 빛나는 밤에》 - 보컬 반 고정 게스트 출연
- 2012년 10월 28일, 제 1회 팬미팅(@라디오가가)
- 2012년 11월 1일, <MU:CON SEOUL 2012(서울국제뮤직페어) 글로벌 쇼케이스뮤지션> 출연
- 2012년 11월 13일, Naver "On-stage" 공연 참가
- 2012년 11월 25일, ZEPP DIVERCITY TOKYO <K-ROCK バトル LIVE!!-The Sound of Top Band-> 참가
- 2012년 12월 9일, New Years World Rock Festival 2012-2013 "Crescendo" 참가
- 2012년 12월 15일, TOP OF THE TOP ROCK FESTIVAL <한 판 붙자> 참가

### 2013년
- 2013년 1월 18일, 디지털 싱글 《RIDE》발매
- 2013년 1월 31일, SBS "컬쳐 클럽" 출연
- 2013년 2월 1일, <롤링홀 18주년 기념 콘서트 Vol. 11 YB 단독 콘서트> 오프닝 게스트 참가
- 2013년 2월 14일, 아리랑 채널 라디오 "Sound K" 출연
- 2013년 5월 18일, 그린 플러그드 서울 2013 참가
- 2013년 5월 23일, KBS 2TV 굿모닝 대한민국 출연
- 2013년 5월 25일, Y-Star 공개방송 녹화 (2집 타이틀곡 알루미늄 첫 공개)
- 2013년 6월 12일, TBS eFM <이승열의 Indie Afternoon> 녹음 (2013년 6월 23일 방송)
- 2013년 6월 17일, M-net MUST <밴드의 시대> 6화 녹화 (제 6대 우승팀, 2013년 6월 25일 방송)
- 2013년 6월 23일, M-net MUST <밴드의 시대> 7화 세미 파이널 녹화 (2013년 7월 2일 방송)
- 2013년 7월 5일, MBC 라디오 <배철수의 음악캠프> 녹음 (2013년 7월 5일 방송)
- 2013년 7월 13일, POPKORN MUSIC K-ROCK CONCERT 참가 (2집 첫 라이브 무대)
- 2013년 7월 15일~16일, EBS SPACE 공감 출연 및 녹화 (2013년 8월 30일 방송)
- 2013년 7월 31일, 광주 MBC 문화 콘서트 난장 시나위 트리뷰트 녹화
- 2013년 8월 3일, <지산 월드 락 페스티벌> 참가
- 2013년 8월 24일, 경기창작센터 오픈 스튜디어 <삼일야화> 부대 행사 "What's 공감" 참가
- 2013년 9월 14일, 영남대학교 락 페스티벌(YU Rock Festival) 참가
- 2013년 9월 15일, Let's Rock Festival 참가
- 2013년 11월 5일, 유희열의 스케치북 녹화 (2013년 11월 8일 방송)
- 2013년 12월 7일, 그린플러그드 RE:D 2013 참가
- 2013년 12월 18일, UBC 울산 <뒤란> 녹화 (2014년 2월 9일 방송)

### 2014년
- 2014년 1월 15일, 광주 MBC 문화 콘서트 난장 301회 특집 녹화 (2014년 3월 1일 방송)
- 2014년 2월 14일, Vampire in Chains vol. 1 참가(브로큰 발렌타인 세미 단독 공연)
- 2014년 2월 26일, <EBS Space 공감 축소 반대 릴레이 콘서트 '공감'하고 싶어요> 참가(문요한 활동 종료)
- 2014년 3월 5일, D-100 대한민국 응원 출정식 참가 (GO ALL - 2014 브라질 월드컵 붉은 악마 공식 응원가 앨범 수록곡 공개, 드럼 세션: 양혜승[pia])
- 2014년 4월 18일, Rock Spring 2014 참가
- 2014년 5월 3일, 그린 플러그드 서울 2014 참가

### 2015년
- 2015년 5월 23일, 그린 플러그드 서울 2015 참가
- 2015년 8월 3일, 보컬 반 (김경민) 사망 (휴가서 물놀이중 익사)

### 2016년
- 2016년 1월 5일 기타리스트 안수 (김안수) 공식 탈퇴

### 2017년
- 2017년 1월 13일 미니앨범 《Project. Nabla》 발매
- 2017년 1월 13~15일  미니앨범 발매 기념 단독공연 《TRIPTYCH LIVE》

## 음반 목록

### 정규 앨범
- Shade (2012년 5월)

1. Royal Straight Flush
2. Shade (Title)
3. M.K. Dance (Radio edit.)
4. This Time
5. Noname
6. You Never Mind
7. Down
8. Dual-log
9. L I F E
10. What U Need
11. Noname(Piano Ver.)

- Aluminium (2013년 6월 4일)

1. Get your gun[2]
2. 알루미늄 (Title)
3. Everything
4. Smashing your face
5. Epit.
6. Vacancy
7. 난 여기 이곳에 있겠지
8. Alien
9. 알루미늄 (Radio edit.)

### 싱글
- Alien (2005년 8월 17일) - B.August로 발표한 디지털 싱글

1. Alien
2. 그냥 그대로 그렇게
3. Run

- Down (2011년 12월 9일)
- Down (2012년 4월 26일)
- RIDE (2013년 1월 18일) - 한국 마사회 경마공원 공식 테마송 선정 디지털 싱글

1. RIDE

- 밴드의 시대 Part 4 (2013년 6월 26일)

1. 상승(시나위 Cover)

### EP
- Answer Me!! Is This What You NEED?? (2007년) - 직접 제작한 EP 앨범

1. What You NEED
2. LIFE
3. 눈을 뜨면
4. Answer Me
5. Alien
6. 그냥 그대로 그렇게
7. Run

- Calling You (2009년 12월 22일)

1. This time reprise
2. 내 낡은 서랍속의 바다
3. M.K. Dance
4. 화석의 노래
5. Answer Me

- Down (2011년 12월 15일)

1. Down
2. Noname

- Project. Nabla (2017년 1월 13일)

1. Intro : Trust
2. Justice For Them (Feat. 노대건 of Bursters)
3. 無題 (noname part 2.) (Feat. 허균 of Hash)
4. Run (Vocal by Byun Seonghwan)
5. Justice For Them (Inst.)
6. 無題 (noname part 2.) (Inst.)
7. Run (Inst.)

### 데모
- 화석의 노래 & This Time (2007년)
- Answer Me & M.K Dance (2008년)

### 참여 앨범
- 서바이벌 TOP밴드 Part 1 24강 (2011년 8월 3일)
- 서바이벌 TOP밴드 예선전 Part 2 (2011년 8월 5일)
- 서바이벌 TOP밴드 Part 5 16강 나군-1 (2011년 9월 10일)
- B.A.P [First Sensibility] 8번 트랙 Bang ×2 편곡 및 세션 참여(2014년 2월 3일)
- Red Devil 5th 'We Are The Reds' 8번 트랙 GO ALL (2014년 3월 12일)

## 구성원
- 성환 (변성환, 1983년 3월 20일) - 베이스 및 리더

악기 - Burning Heart, Cold Brain, YAMAHA BB-NE II, Cort Artisan B4(06), Sans amp Programable Bass DI, DR HI-BEAM 45-130 Bass string, DR Lo Rider 45-130 Bass string, Dunlop Ultex 1.14 .Taurus Compressor, Korg Pitch Black Tuner
- 변G (변지환, 1985년 11월 14일) - 기타

악기 - Gibson Flying V Limited Edition (Ver.Machine gun), Yamaha SG2000(Ver.Golden medalist), Paul Reed Smith CE-24(Ver.R), Yamaha CPX900 Acoustic, Carvin V3 Tube 100w Amplifier Head, Dunlop Crybaby 535 Chrome, TC Electronic Polytune, AMT SS-20 Preamp, A3 Chorus(Byen G Signature), DOD EQ, Dunlop Ultex 1.0
- 쿠파 (이성산, 1986년 3월 5일) - 드럼

MAPEX Drums Korea official endoser - Sponsorship 'Shimro' (주)심로악기
악기 - MAPEX SATURN IV MH EXOTIC, MAPEX Black Panther 'Phat Bob' Snare, MAPEX FALCON Pedal & Hardware
팀 내의 귀요미 담당.

## 이전 구성원
- 반 (김경민, 1982년 10월 27일 - 2015년 8월 3일) - 보컬 (2002 - 2015)
- 안수(본명:김안수, 1982년 1월 21일) - 기타

악기 - Gibson Les Paul Junior Special, Yamaha SG-1000, PRS SC 250, Jim Dunlop Ultex 1.14

## 수상 경력
- 2006년 8월, 수원 전국 대학생 음악경연대회 금상
- 2008년 11월, YAMAHA Asianbeat Korea Final[3] 대상 수상
- 2009년 2월 28일, YAMAHA Asianbeat 2008 Grand Final in Hongkong - Grand Prize (대상), Best Composer(최우수 작곡상) 수상

## 출연
TOP밴드 (2011년, KBS 2TV)
- 2011년 6월 18일(3화), 1차 예선: Answer Me
- 2011년 7월 9일(6화), 2차 예선: This time reprise(세팅 체크 - 미방영) + 나의 노래
- 2011년 7월 16일(7화), 코치 선정: 내 낡은 서랍속의 바다
- 2011년 7월 23일(8화), 조별 예선: What You NEED, (M.K. Dance - 미방영)
- 2011년 8월 20일(12화), 양주 엠티: What You NEED (어쿠스틱ver.) - 미방영
- 2011년 9월 10일(15화), 16강: Poker face (원곡.레이디 가가)
- 2011년 10월 29일(Sp1), 뒷이야기1: 단독공연 소개 + 인터뷰
- 2011년 11월 5일(Sp2), 뒷이야기2: 화석의 노래, What You NEED (어쿠스틱ver. 미방영분 플래시백)

MUST 밴드의 시대 (2013년, 엠넷)
- 2013년 6월 25일(6회), "한 여름밤의 축제" : 상승(시나위) - 6회 우승
- 2013년 7월 2일(7회), 세미파이널 : Answer Me